# Fred Gallagher
Fred Gallagher, né le 16 avril 1952 à Belfast, est un copilote de rallye nord-irlandais.

## Biographie
Il commence la compétition internationale en 1975 au Circuit d'Irlande avec le suédois Bengt Lundström sur Toyota Celica, et l'interrompt près de 25 années plus tard, au Rallye d'Australie en 1999 avec le suédois Thomas Rådström sur Ford Focus WRC. Il dispute 69 courses en championnats du monde, ses plus beaux succès ayant été obtenus en terre d'Afrique avec notamment 4 succès consécutifs en deux années dans toutes les épreuves proposées sur le continent, sorte de "Grand Chelem" automobile, un fait unique (Björn Waldegård a remporté 7 épreuves africaines du WRC, mais de façon discontinue entre 1977 et 1990).
Il est copilote de John Haugland (1975-76), Tony Pond (1977 à 1980), Simo Lampinen (1979), Henri Toivonen (1981 à 1983), John Buffum (rallye de l'Acropole en 1984), Juha Kankkunen (1984-85), Björn Waldegård (1986 à 1992), Ari Vatanen (1998), Simon Jean-Joseph (1999), Thomas Rådström (1999), et Petter Solberg (sur courte période), notamment pour les équipes officielles British Leyland, Talbot, Opel, Toyota et Ford.
Il remporte également de beaux succès en rallye-raids entre 1993 et 1997, participant à six éditions du Paris-Dakar, essentiellement avec des pilotes du WRC.
Il devient par la suite consultant télévisé et directeur de course, et travaille aussi pour le FIA Rally Safety Group entre 2001 et 2005.

## Palmarès en rallyes
- Vice-Champion de Grande-Bretagne des rallyes (BRC) : 1982 (sur Opel Ascona 400 avec H.Toivonen).

### Victoires en WRC

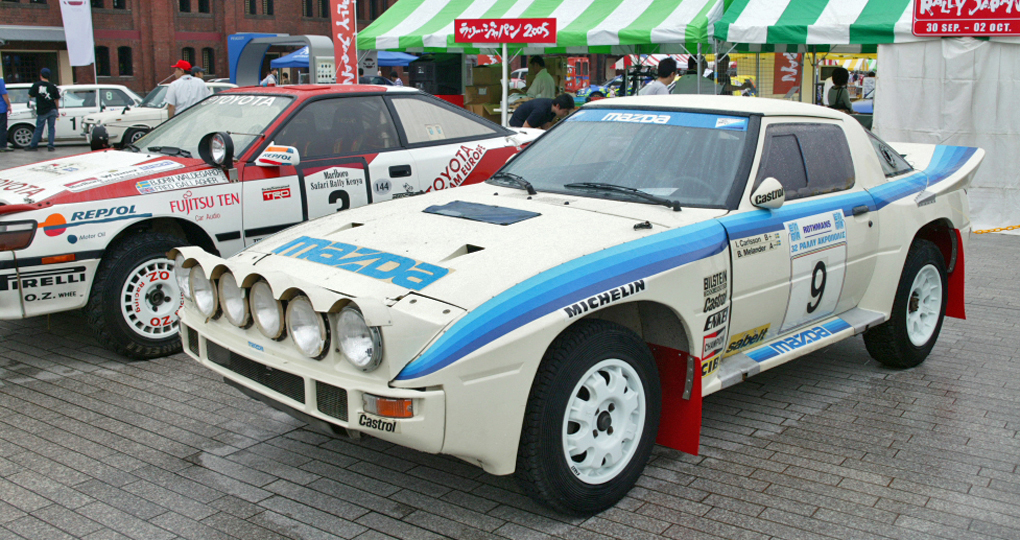
(arrière-plan) la Toyota Celica TCT 1986 de Waldegård et Gallagher au Safari Rally (derrière la Mazda RX-7 1985 de I. Carlsson).

(11 podiums)
| Année | Rallye                  | Pilote          | Voiture               |
| ----- | ----------------------- | --------------- | --------------------- |
| 1985  | Rallye Safari           | Juha Kankkunen  | Toyota Celica TCT     |
| 1985  | Rallye de Côte d'Ivoire | Juha Kankkunen  | Toyota Celica TCT     |
| 1986  | Rallye Safari           | Björn Waldegård | Toyota Celica TCT     |
| 1986  | Rallye de Côte d'Ivoire | Björn Waldegård | Toyota Celica TCT     |
| 1990  | Rallye Safari           | Björn Waldegård | Toyota Celica GT-Four |

### Autres podiums en WRC
- 2e du rallye du Portugal en 1981 ;
- 3e du rallye de l'Acropole en 1982 ;
- 3e du rallye de Grande-Bretagne en 1982 et 1988 ;
- 3e du rallye du Kenya en 1998 ;
- 3e du rallye de Suède en 1999.

### 8 victoires en ERC
- Boucles de Spa : 1977 (avec Tony Pond) ;
- 24 Heures d'Ypres : 1978 et 1980 (avec T.Pond) ;
- Rallye de l'île de Man : 1978 et 1980 (avec T.Pond), puis 1983 (avec H.Toivonen) ;
- Rallye de Chypre : 1984 (avec John Buffum), et 1988 (avec Björn Waldegård).

### Autre victoire notable
- Rallye Audi Sport : 1981 (avec H. Toivonen[1]).

## Palmarès en rallye-raids

### Titre
- Vainqueur de la Coupe du monde de rallye-raid en 1997 avec Ari Vatanen sur Citroën ZX Grand Raid ;
- Participation à la victoire de Citroën chez les constructeurs dans la Coupe du monde de rallye-raid de 1993 à 1997 (cinq fois consécutivement).

### 6 victoires
- Rallye des Pharaons : 1993, avec Timo Salonen sur Citroën ZX Rallye Raid ;
- Baja España-Aragón : 1994, même composition d'équipe ;
- Rallye de l'Atlas : 1997, avec Ari Vatanen, même véhicule ;
- Baja Portugal : 1997, avec Ari Vatanen, sur Evolution IV ;
- Paris - Samarkand - Moscou : 1997, avec Ari Vatanen, même véhicule ;
- Abu Dhabi Desert Challenge : 1997, avec Ari Vatanen, même véhicule.

### Paris-Dakar
| Édition | Pilote             | Voiture           | Classement | Victoire(s) d'étape(s) |
| ------- | ------------------ | ----------------- | ---------- | ---------------------- |
| 1992    | Björn Waldegård    | Citroën ZX        | Abd.       | -                      |
| 1991    | Björn Waldegård    | Citroën ZX        | 4e         | 1                      |
| 1993    | Timo Salonen       | Citroën ZX        | Abd.       | -                      |
| 1995    | Timo Salonen       | Citroën ZX        | 5e         | 1                      |
| 1996    | Philippe Wambergue | Citroën ZX        | 2e         | 3                      |
| 2001    | Kenjiro Shinozuka  | Mitsubishi Pajero | 30e        | -                      |

### Autres places d'honneurs en rallye-raids
- 4e du rallye Paris - Syrte - Le Cap : 1992, avec Björn Waldegaard sur Citroën ZX Rallye Raid « Voie étroite » ;
- 3e du rallye de Tunisie : 1992, avec Jonsson sur Citroën ZX Rallye Raid ;
- 2e du rallye de l'Atlas : 1993, avec Timo Salonen sur Citroën ZX Rallye Raid ;
- 2e de la Baja 1000 (Portugal) : 1993, avec Timo Salonen avec sur Citroën ZX Rallye Raid ;
- 3e de la Baja Aragon (Espagne) : 1993, avec Timo Salonen avec sur Citroën ZX Rallye Raid ;
- 2e du rallye de Tunisie : 1994, avec Timo Salonen sur Citroën ZX Rallye Raid ;
- 2e du rallye de Tunisie : 1995, avec Timo Salonen sur Citroën ZX Rallye Raid ;
- 3e du rallye de l'Atlas : 1995, avec Timo Salonen sur Citroën ZX Rallye Raid ;
- 2e de la Baja Aragon : 1995, avec Timo Salonen sur Citroën ZX Rallye Raid ;
- 3e du Paris Oulan-Bator : 1996, avec Philippe Wambergue sur Citroën ZX Rallye Raid ;
- 2e du rallye de Tunisie : 1997, avec Ari Vatanen sur Citroën ZX Rallye Raid ;
- 2e de la Baja Aragon : 1997, avec Ari Vatanen sur Citroën ZX Rallye Raid.

## Récompense
- Médaille d'or de la Finnish Automobile Sport Federation, pour « Services rendus à la nation » finlandaise, en 2008.